# The Little Minister (film fra 1921)
The Little Minister er en amerikansk stumfilm fra 1921 af Penrhyn Stanlaws.

## Medvirkende
- Betty Compson som Babbie
- George Hackathorne som Gavin
- Edwin Stevens som Lord Rintoul
- Nigel Barrie som Halliwell
- Will R. Walling som McQueen
- Guy Oliver som Thomas Whammond
- Fred Huntley som Peter Tosh